# Centre médical de Tammikaivo
Le centre médical de Tammikaivo  (finnois : Tammikaivon terveysasema) est un établissement hospitalier situé dans le quartier Klemettilä à Vaasa en Finlande.

## Présentation
Le centre médical de Tammikaivo fait partie de l'hôpital municipal de Vaasa et il offre aux résidents des soins hospitaliers et de réadaptation. 
L'hôpital dispose également d'un service de garde.